# Kavumba Recreation Centre
Kavumba Recreation Centre – to stadion piłkarski w Wakiso w Ugandzie. Swoje mecze rozgrywa na nim drużyna piłkarska Fire Masters F.C. Stadion może pomieścić 1 000 osób.